# سليمان القرداحي
سليمان القرداحي (توفي 1909 م) ممثل مسرحي عربي، ومن رواد التمثيل في بدء نهضته في مطلع القرن العشرين الميلادي.
ولد في بيروت ولا يُعرف كثير عن نشأته، سوى أنه كان يتقن العربية الفصحى والفرنسية. وفي سبعينيات القرن 19 هاجر إلى مصر في عهد الخديوي إسماعيل وقام بعرضه الأول في دار الأوبرا القاهرية عام 1882 م بمسرحية «تِلِماك» Télémaque التي اقتبسها سعد الله البستاني من قصة للفرنسي فرانسوا فنيلون. وفي سنة 1907 م سافر القرداحي إلى المغرب العربي وزار الجزائر واستقر في تونس إلا أنه توفي بعدها بقليل وهو في أوج نجاحه.

## الجوائز والتكريم
- نيشان الافتخار، من قبل باي تونس
- لقب "بك"، من قبل باي تونس

## أعماله
عديدة من بينها:
- تليماك
- الفرج بعد الضيق
- فرسان العرب
- نكث العهود
- غرام الملوك
- اصطاك
- قيدر
- عائلة المكر وعاقبة الغدر
- استير
- زنوبيا
- يوسف الحسن
- الجاهل المتطبب
- عنترة العبسي
- حفظ الوداد
- الخلين الوفيين
- الساحر الهندي
- الأمير مسعود
- عشق الأقدمين
- شغف الآباء بالبنين
- المروءة والوفاء
- غصة النفس